# Hermann Langer (SS-Mitglied)
Hermann Langer (* 6. November 1919 in Hannsdorf, Tschechoslowakei; † 22. August 2016 in Linden, Hessen) war ein SS-Offizier der 16. SS-Panzergrenadier-Division „Reichsführer SS“ der Waffen-SS. Er wurde 2005 in Italien als Kriegsverbrecher verurteilt, musste die Strafe aber nie antreten.

## Leben
Langer beantragte am 25. März 1939 die Aufnahme in die NSDAP und wurde rückwirkend zum 1. November desselben Jahres aufgenommen (Mitgliedsnummer 6.518.757). Er meldete sich November 1938 im Alter von 19 Jahren in seinem Heimatort Hannsdorf als Freiwilliger bei der SS (SS-Nummer 477.436). Laut seiner schriftlich hinterlegten Aussage im gegen ihn geführten Strafprozess vor dem Militärgerichtshof in La Spezia, stand er als arbeitsloser Gärtner vor der Wahl entweder in die Wehrmacht eingezogen zu werden oder sich als Freiwilliger bei der SS zu melden. Da er keinen Wehrdienst leisten wollte, zog er den bei der Anwerbung als „Staatsdienst“ bezeichneten Dienst bei der SS vor, der sich dann allerdings als Dienst an der Waffe entpuppte.
Die Grundausbildung machte er bei einer Maschinengewehrkompanie der SS-Totenkopfverbände im SS- und Polizeilager Berlin-Adlershof. Im Mai 1939 wurde er, laut eigener Aussage, mit seiner Einheit nach Danzig verlegt, die dort mit anderen Truppenteilen die SS-Heimwehr Danzig bildete. Nach Ausbruch des Zweiten Weltkrieges nahm er zunächst am Überfall auf Polen und 1940 am Frankreichfeldzug teil.
Nach Zeugenaussagen der Militärstaatsanwaltschaft La Spezia soll er dagegen vor dem Frankreichfeldzug seinen Dienst bei den SS-Totenkopfverbänden im KZ Dachau abgeleistet haben. In Frankreich wurde er am 27. Mai 1940 in Le Paradis verwundet. Zu diesem Zeitpunkt gehörte er dem Totenkopf-Infanterie-Regiment 3 der SS-Division Totenkopf an, deren Angehörige am Tag seiner Verwundung das Massaker von Le Paradis an 99 britischen Kriegsgefangenen verübten.
Laut seiner schriftlich hinterlegten Aussage sei er nach seiner Genesung zu einem Reserve-Bataillon nach Breslau versetzt worden und dort als Ausbilder tätig gewesen. Bevor er im Dezember 1941 wieder an die Ostfront abkommandiert worden sei, habe er einen Lehrgang als Sprengmeister absolviert. In der SS-Division „Reich“ sei er im Rang eines SS-Unterscharführers bei einer Kradfahrer-Einheit als Sprengmeister eingesetzt worden.
Anfang August 1942 war er als SS-Hauptscharführer dem SS-Artillerie-Regiment 2 unterstellt. Im Sommer 1944 war er SS-Untersturmführer und Kompanieführer bei einer Nachschubkompanie der 16. SS-Panzergrenadier-Division „Reichsführer SS“ in Italien. Die für den Munitionsnachschub der Division zuständige Kompanie war ab Ende Juni 1944 in der Nähe von Lucca in der Toskana stationiert.
In der Nacht vom 1. auf den 2. September 1944 war er maßgeblich an der Planung und Ausführung einer Razzia im Kartäuserkloster Farneta etwa 7 km nordwestlich von Lucca beteiligt. Bei der als Massaker von Farneta bekannten Operation wurden etwa 100 Zivilisten als Geiseln festgenommen, wovon in der Folge als Repressalie für Partisanenübergriffe auf deutsche Truppen etwa 60 Personen, darunter zwölf Mönche umgebracht wurden.
Einer Anklage durch ein alliiertes Militärtribunal in der unmittelbaren Nachkriegszeit entging er, da sein Name bei der Untersuchung des Falles falsch, als Hermann Langer Gartner, angegeben worden war und man den Fehler, der zweite Nachname bezog sich auf den Beruf, nicht ausfindig machte.
Der Fall wurde erst in den 2000er Jahren wieder aufgerollt, nachdem die Akte über das Massaker von Farneta bis Mitte der 1990er Jahre im sogenannten Schrank der Schande nicht zugänglich waren. 2004 wurde Langer vom Militärgerichtshof in La Spezia wegen Beihilfe an mehrfachem Mord angeklagt. In erster Instanz wurde er im Dezember 2004 freigesprochen, und in zweiter Instanz vom Appellationsmilitärgerichtshof in Rom im November 2005 in Abwesenheit für schuldig erklärt und zu einer lebenslangen Freiheitsstrafe verurteilt. Der darauf eingelegte Rekurs wurde im Oktober 2006 vom Kassationsgerichtshof in letzter Instanz für unzulässig abgewiesen.
Hermann Langer lebte danach dennoch unbehelligt als Pensionär in der Nähe von Gießen, da er von Deutschland nicht ausgeliefert wurde, obwohl ein 2007 erlassener europäischer Haftbefehl vorlag. Ungehört blieb auch der vom italienischen Justizminister 2011 laut internationaler Abkommen auf den Weg gebrachte Antrag, die Strafe in Deutschland zu vollstrecken.
Er starb im August 2016 im Alter von 96 Jahren in einem Seniorenheim in Linden bei Gießen.